# Grad Zgornji Čretež
Grad Zgornji Čretež (nemško Turn Reutenberg), tudi stolp Čretež ali donžon Čretež je romanski stolpasti grad, ki v razvalinah stoji v naselju Dolenje Laknice v Občini Mokronog - Trebelno.

## Zgodovina
Grad Zgornji Čretež je prvič izrecno pisno omenjen šele leta 1426. Glede na značilno romansko gradnjo je bil pozidan verjetno že sredi 12. stol. Prvotno je bil bivališče čreteških vitezov, ki so bili ministeriali grofov Višnjegorskih. Stolp je štirinadstropno poslopje s stenami debelimi do dva in pol metra na vzhodni strani. V vsakem nadstropju sta po dve strelni lini in zunaj stolpa obrambni jarek, ki se zaključi v naravno strmino. Vhod v grad je bil v prvem nadstropju, kjer je danes luknja na severni strani.